# Cardioderma cor
Il pipistrello dal naso a cuore (Cardioderma cor Peters, 1872) è un pipistrello della famiglia dei Megadermatidi, unica specie del genere Cardioderma (Peters, 1873), diffuso nell'Africa orientale.

## Descrizione

### Dimensioni
Pipistrello di medio-piccole dimensioni, con la lunghezza della testa e del corpo tra 66 e 85 mm, la lunghezza dell'avambraccio tra 50 e 58 mm, la lunghezza del piede tra 14 e 19 mm, la lunghezza delle orecchie tra 30 e 41 mm e un peso fino a 32 g.

### Caratteristiche craniche e dentarie
Il cranio è simile a quello del genere Lavia ma con la concavità frontale più lunga e profonda. Il primo premolare superiore è mancante.
Sono caratterizzati dalla seguente formula dentaria:

### Aspetto
La pelliccia è lunga ed arruffata. Il colore generale del corpo è grigio-bluastro, leggermente più chiaro nelle parti ventrali. Il muso è corto e largo, gli occhi sono grandi. La foglia nasale ha un lobo anteriore piccolo a forma di cuore, la lancetta è corta, eretta, con l'estremità arrotondata e con i margini convessi. Le orecchie sono marroni chiare, lunghe ed erette, unite lungo il margine interno per circa la metà della loro lunghezza. Il trago è bifido, con il lobo anteriore affusolato mentre quello posteriore più corto, quadrato o rotondo. Le ali sono molto larghe, bruno-grigiastre e semi-trasparenti, con le membrane che ricoprono l'avambraccio e le dita biancastre. È privo di coda, mentre l'uropatagio ed il calcar sono ben sviluppati. Non è presente dimorfismo sessuale. 

### Ecolocazione
Emette ultrasuoni sotto forma di impulsi di bassa intensità, breve durata, a banda larga con frequenza massima tra 42 kHz e 56,7±11 kHz e con almeno quattro armoniche.

## Biologia

### Comportamento
Si rifugia solitariamente od in piccoli gruppi fino ad 80 individui nelle cavità degli alberi come il baobab, ma anche in case abbandonate e in grotte. Abbandona i siti poco prima il tramonto e percorre meno di un chilometro per raggiungere i luoghi dove cacciare. Sono stati riscontrati due differenti tipi di vocalizzazione udibile anche dall'Uomo. Il primo, un richiamo per marcare i territori di predazione, consiste di 4-9 impulsi a circa 12 kHz. Il secondo, utilizzato come richiamo in volo, consiste in 3-10 impulsi più distanti uno dall'altro rispetto al richiamo territoriale, ma anch'essi emessi ad una frequenza di 12 kHz.

### Alimentazione
Si nutre di scarafaggi, centopiedi, ragni e scorpioni catturati al suolo dopo appostamenti nella vegetazione. Di solito i territori di caccia sono esclusivi di singole coppie. Solitamente l'ecolocazione non è utilizzata per individuare le prede.

### Riproduzione
È una specie monogama. Le femmine partoriscono un piccolo per 2 volte l'anno durante le stagioni delle piogge, in marzo o nei primi di aprile e a novembre. La gestazione dura circa 3 mesi. In Tanzania gli accoppiamenti avvengono in settembre e ottobre, le nascite nei primi di gennaio mentre lo svezzamento inizia a fine marzo. Raggiungono la maturità sessuale dopo 16 mesi.

## Distribuzione e habitat
Questa specie è diffusa nel Sudan sud-orientale, Eritrea, Gibuti, Etiopia centrale ed orientale, Somalia, Kenya, Sudan del Sud sud-orientale, Uganda nord-orientale, Tanzania centro-settentrionale e Zanzibar.
Vive nelle savane, boscaglie e nelle valli fluviali fino a 940 metri di altitudine.

## Evoluzione
Resti di una forma di Cardioderma sono stati rinvenuti in depositi datati primo Pleistocene presso le gole di Olduvai, in Tanzania.

## Conservazione
La IUCN Red List, considerato il vasto areale e la popolazione numerosa, classifica C.cor come specie a rischio minimo (Least Concern)).